# Falcon 9
O Falcon 9 (Falcão 9) é um foguete de dois estágios projetado e construído pela SpaceX no Estados Unidos. É movido pelos motores Merlin, também desenvolvidos pela SpaceX, queimando oxigênio líquido (LOX) e querosene refinado (RP-1) como propelentes. Seu nome deriva da composição da famosa Millenium Falcon  com os nove motores do primeiro estágio do foguete. O foguete evoluiu através das versões v1.0 (2010–2013), v1.1 (2013–2016), v1.2 "Full Thrust" (2015–2018) e sua variante Bloco 5, voando desde maio de 2018. Ao contrário da maioria dos foguetes que são sistemas de lançamentos descartáveis, o Falcon 9 é parcialmente reutilizável, com o primeiro estágio sendo capaz de reentrar na atmosfera e pousar verticalmente após se separar do segundo estágio. Este feito foi realizado pela primeira vez no voo 20 com a versão v1.2 em dezembro de 2015.
O Falcon 9 pode transportar cargas de até 22.800 quilogramas (50.300 lb) para a órbita terrestre baixa (LEO), 8.300 kg (18.300 lb) para a órbita de transferência geoestacionária (GTO) no modo descartável, e 5.500 kg (12.100 lb) para a GTO se o primeiro estágio for recuperado. As cargas mais pesadas para GTO foram o Intelsat 35e com 6.761 (14.905 lb), e o Telstar 19V com 7.075 kg (15.598 lb), embora está ultima tenha sido lançada em uma uma GTO de baixa energia alcançando seu apogeu muito abaixo da altitude geostacionária.
A versão inicial do Falcon 9 (1.0) voou cinco vezes de junho de 2010 a março de 2013, a versão 1.1 voou quinze vezes de setembro de 2013 a janeiro de 2016. A versão "Full Thrust" está em serviço desde dezembro de 2015, com diversas atualizações adicionais desta versão. A variante mais recente, o Bloco 5, foi apresentada em maio de 2018. Ele apresentou um empuxo dos motores aumentado, pernas de pouso melhoradas e outras melhorias menores para auxiliar na recuperação e reutilização. A variante Falcon Heavy, apresentada em fevereiro de 2018, consiste em um primeiro estágio do Falcon 9 reforçado como seu núcleo central, preso a dois primeiros estágio padrão do Falcon 9 utilizados como propulsores.
A combinação Falcon 9 - Dragon venceu a concorrência para um dos contratos para o Commercial Resupply Services (CRS)
da NASA, com o objetivo de reabastecer a Estação Espacial Internacional (ISS) sob o programa Commercial Orbital Transportation Services (COTS).
A primeira missão de reabastecimento comercial da ISS foi lançada em 7 de Outubro de 2012. O Falcon 9 também está certificado para transporte
de astronautas na fase CCiCap do programa Commercial Crew Development (CCDev).

## Características
Este é um foguete de dois estágios, ambos usando RP-1 e LOX como propelentes. O Falcon 9, pode conduzir
cargas úteis de até 13.150 kg em órbita terrestre baixa, e 4.850 kg em órbita de transferência geoestacionária, o que coloca o 
projeto do Falcon 9 na classe dos sistemas lançadores de médio porte.
- Massa (LEO): 333.400 kg
- Massa (GTO): 332.800 kg
- Empuxo (vácuo): 6.804 kN (756 kN cada motor)

## Construção

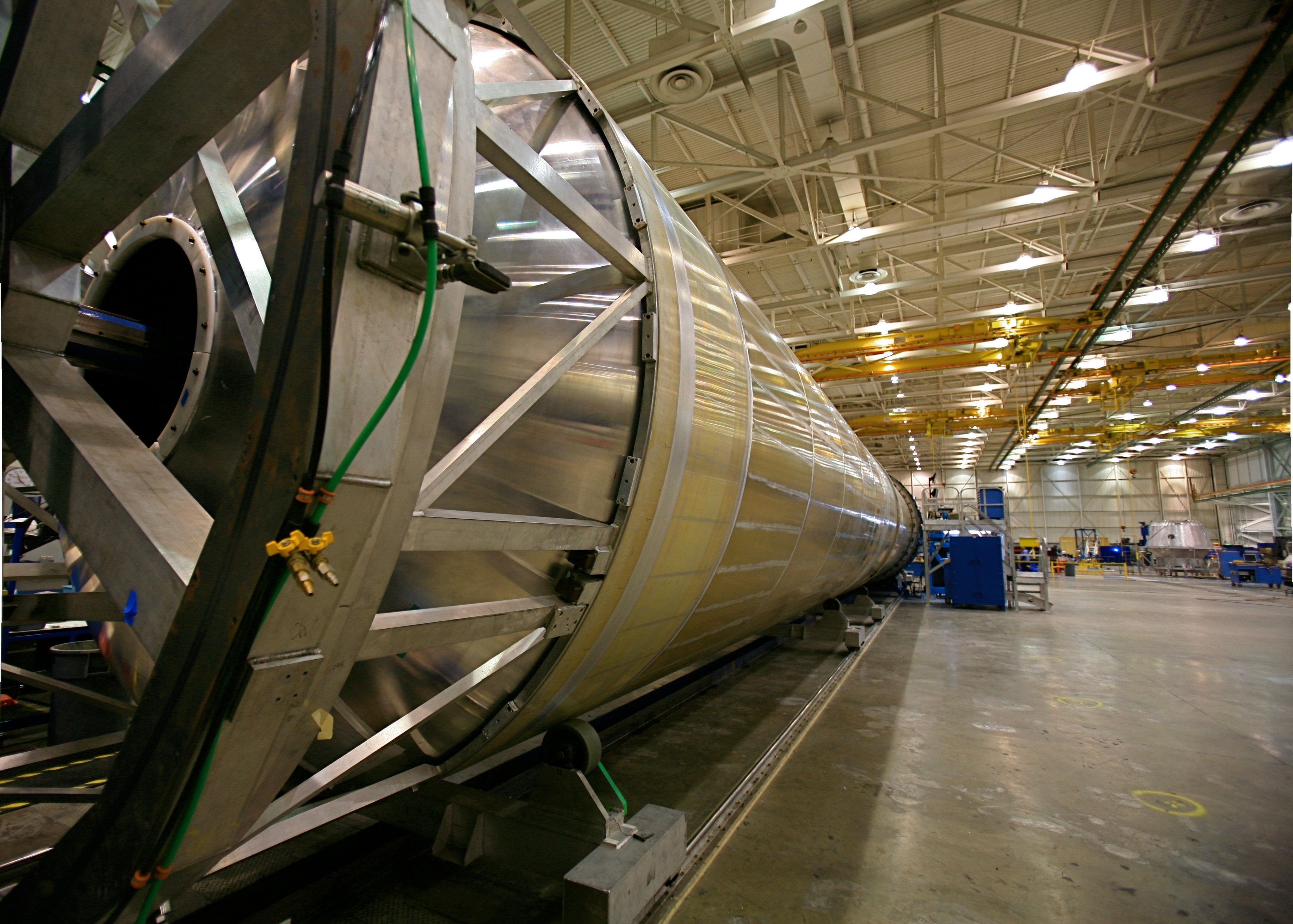
Tanque de um Falcon 9 na fábrica da SpaceX em 2008.

O Falcon 9 usa o mesmo esquema de propulsão que havia sido usado no Falcon 1, a mesma arquitetura estrutural (com um diâmetro maior), 
os mesmos aviônicos e o mesmo sistema de lançamento. Nove motores Merlin no primeiro estágio e 
apenas um no segundo.
As paredes dos tanques são feitas de liga alumínio soldadas por processo de fricção (a técnica de soldagem mais moderna existente). A seção
entre estágios, é fabricada por um composto de alumínio e fibra de carbono.